# 青海路 (上海)
青海路是中國上海市靜安區一條南北走向道路，道路北起南京西路，南至威海路。道路沿途有上海廣電大廈、上海電視台大廈。

## 歷史
1903年，當局已筹建該道路。1914年，道路基本上已成形，但還沒有起路名。1922年時，道路已得名青海路，且當時該道路英文名為Chinhai Road或Tsinghai Road。
2000年9月，青海路改造成休闲街。